# Tollin/Robbins Productions
Tollin/Robbins Productions (o simplemente conocida como TRP o T/RP y anteriormente conocida como Marquee/Tollin/Robbins (o simplemente conocida como MTR o M/T/R) fue una productora de cine y televisión estadounidense operada por Mike Tollin y Brian Robbins en 1994, pasó a llamarse Tollin Productions en 2012. Joe Davola también fue socio no oficial de la empresa y coprodujo muchas de las producciones de la empresa junto con Robbins y Tollin entre 1994 y 2013.

## Historia
Tollin/Robbins Productions fue fundada por Brian Robbins y Mike Tollin en 1994 y sus primeros programas y películas eran documentales deportivos.  En Warner Bros., firmó su primer contrato global, el del creador Ryan Murphy , quien estaba en Popular en ese momento.
En 2002, Tollin/Robbins Productions (TRP) acordó un contrato de debut cinematográfico de dos años con Paramount Pictures mientras tenía un acuerdo de empresa conjunta de televisión con Warner Bros. Con el acuerdo de Paramount, T/RP contrató a Caitlin Scanlon para dirigir la división de cine. que producía o dirigía 2-3 películas al año.
Mientras que dos de sus pilotos estaban en consideración para ser recogidos en ABC en abril de 2003, Tollin/Robbins acordaron un acuerdo de desarrollo de dos años, que incluía una opción de dos años, participación en las ganancias y ventas externas, con Touchstone Television . En mayo expiró el acuerdo de T/RP con Warner Bros.
Bajo el acuerdo de ABC Studio (anteriormente Touchstone TV), se desarrollaron dos series, el drama de NBC Inconcebible y la comedia de ABC Savages , que llegó a la pantalla chica en la temporada 2005-2006 pero se canceló rápidamente. NBC Universal TV Studio terminó su acuerdo de producción de televisión en junio de 2006 con T/RP sin series producidas bajo el acuerdo.
En marzo de 2007, con la expiración del contrato de producción de T/RP con Disney, Tollin y Robbins decidieron reducir las operaciones de T/RP y ambos asumieron un proyecto independiente de T/RP. Robbins firmó un contrato de producción de primera vista de dos años con DreamWorks , mientras que Tollin tenía dos películas en proceso, una en Lionsgate y la otra con Greenestreet Pictures y Mandeville Films . T/RP manejaría la producción existente y varios proyectos que ya están en desarrollo.

En marzo de 2010, Tollin/Robbins demandó a Warner Bros. por reclamos de abuso por un monto de $ 100 millones sobre las ganancias de la serie Smallville al vender el programa a los afiliados The WB y The CW y luego incluir a DC Comics como participación en las ganancias. En enero de 2013, Tollin Productions llegó a un acuerdo extrajudicial con Warner Bros.

## Películas
- Hardwood Dreams[1]
- Hank Aaron: Chasing the Dream[1]
- The Show[1]
- Good Burger para Nickelodeon Movies[1]
- Varsity Blues[4]
- Big Fat Liar[4]
- The Perfect Score coproducción con Paramount Pictures[3]
- The Shaggy Dog para Walt Disney Pictures
- Hardball[1]
- Summer Catch[1]
- Ready to Rumble[1]
- Me llaman Radio[1]
- Coach Carter[1]
- Dreamer
- Wild Hogs[1]
- Norbit para DreamWorks Pictures

## Series de televisión
| Duración  | Título                | Canal           | Ref(s) |
| --------- | --------------------- | --------------- | ------ |
| 1994–2005 | All That              | Nickelodeon     | [ 4 ]  |
| 1996–2000 | Kenan & Kel           | Nickelodeon     | [ 1 ]  |
| 1996–2002 | Arli$$                | HBO             |        |
| 1998–2001 | Cousin Skeeter        | Nickelodeon     |        |
| 1999–2002 | The Amanda Show       | Nickelodeon     | [ 1 ]  |
| 2000      | Hype                  | The WB          |        |
| 2001–11   | Smallville            | The WB / The CW | [ 4 ]  |
| 2001–02   | The Nightmare Room    | Kids' WB        |        |
| 2002–03   | The Nick Cannon Show  | Nickelodeon     | [ 4 ]  |
| 2002–03   | Slamball              | TNN / Spike TV  | [ 4 ]  |
| 2002–06   | What I Like About You | The WB          | [ 1 ]  |
| 2002–03   | Birds of Prey         | The WB          |        |
| 2003–04   | I'm with Her          | ABC             |        |
| 2003–12   | One Tree Hill         | The WB / The CW | [ 1 ]  |
| 2004      | The Days              | ABC             |        |
| 2005      | Global Frequency      | The WB          |        |
| 2005      | Inconceivable         | NBC             | [ 1 ]  |
| 2006      | Crumbs                | ABC             |        |
| 2006      | Bonds on Bonds        | ESPN            |        |
| 2007      | The Bronx Is Burning  | ESPN            | [ 1 ]  |
| 2012–13   | Wedding Band          | TBS             |        |